# 예스 평창!
《예스 평창!》(Yes PyeongChang)은 대한민국에서 제작된 백철기 감독의 2017년 다큐멘터리 영화이다. 박용성 등이 주연으로 출연하였다.

## 출연

### 주연
- 박용성
- 최문순
- 이광재
- 박선규

### 조연
- 김찬형
- 심재국
- 윤석용
- 오지철
- 윤강로